# 2019년 포뮬러 원 시즌

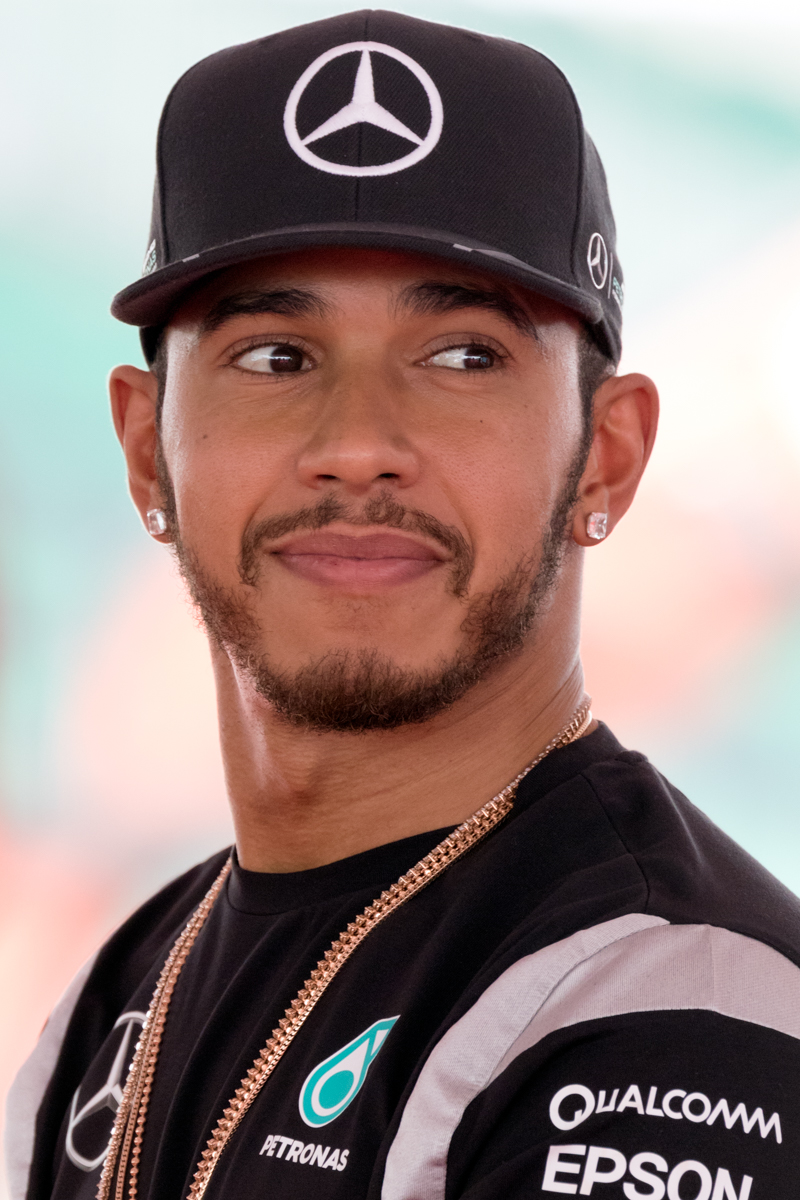
루이스 해밀턴.

2019년 포뮬러 원 시즌 또는 2019년 포뮬러 원 월드 챔피언십(2019 Formula One World Championship)은 포뮬러 원 자동차를 위한 모터레이싱 챔피언십으로, 70번째 포뮬러 원이다. 국제 모터스포츠 관리 단체 국제 자동차 연맹(FIA)이 주관한다. 3월에 시작하여 12월을 끝으로 하는 이 챔피언십은 21개 이상의 그랑프리 경쟁을 벌였다. 드라이버들은 월드 드라이버 챔피언십 타이틀을 따기 위해 경쟁했으며 팀들은 월드 컨스터럭터스 챔피언 타이틀을 위해 경쟁하였다. 2019 챔피언십은 2019 차이니즈 그랑프리에서 1000번째 월드 챔피언십 레이스를 달성하기도 했다.
루이스 해밀턴이 월드 드라이버 챔피언십에서 우승했다.